# البائكة الغربية

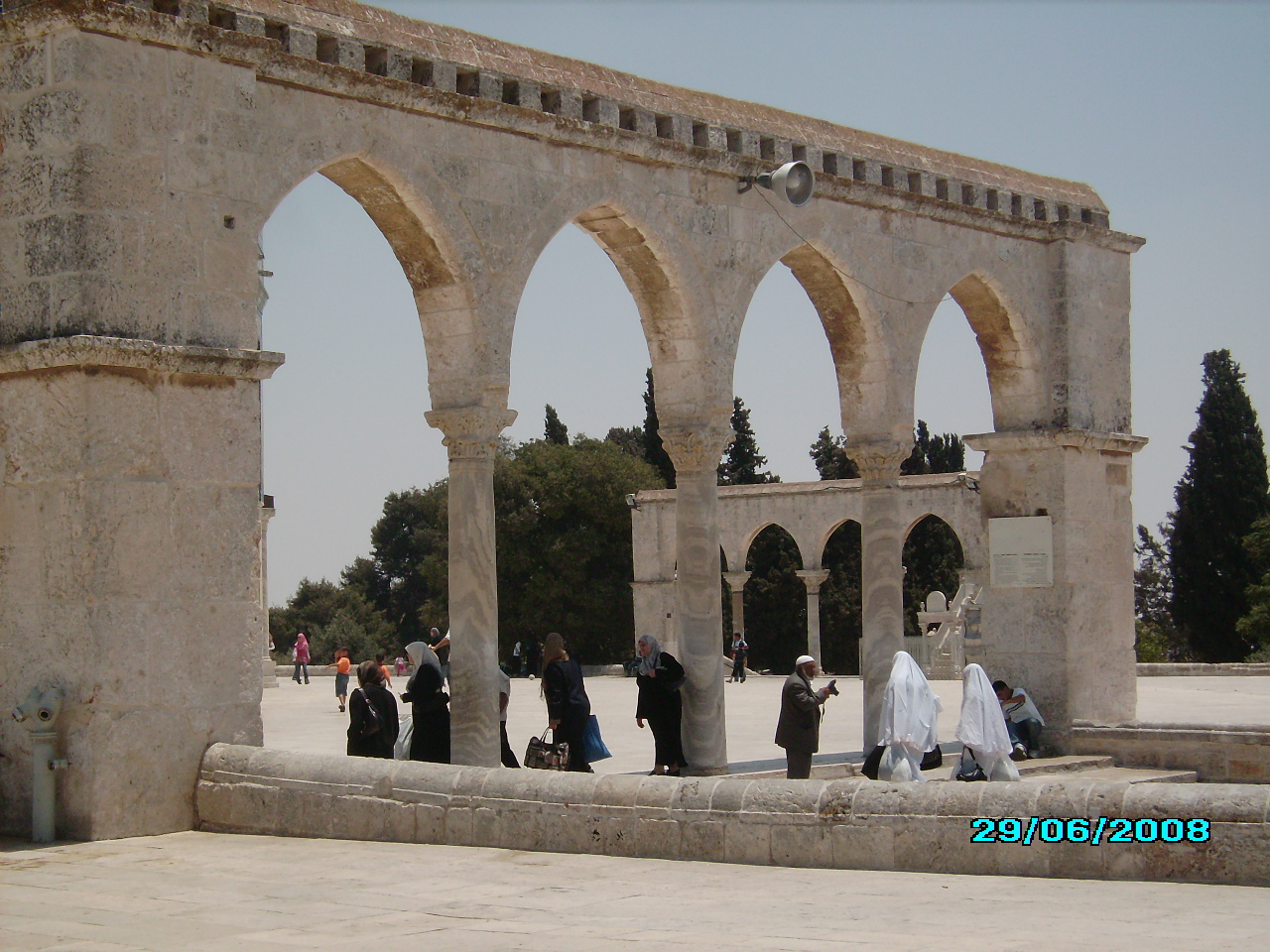
البائكة الغربية

البائكة الغربية، أنشئت هذه البائكة في سنة 340 هـ / 951 - 952 م. ولم تذكر المصادر من أنشاها. وقد جدد بناؤها في العصر الفاطمي.  باشرت لجنة إعمار المسجد الأقصى بترميمها وتقويمها عام 1982 م. وتتكون هذه البائكة من دعامتين حجريتين، وبينهما ثلاثة أعمدة رخامية، تعلوها أقواس حجرية مدببة الشكل. 

## وصلات
- بوائك المسجد الأقصى
- البائكة الجنوبية
- البائكة الجنوبية الشرقية
- البائكة الشرقية